# Saarlasõ
Saarlasõ – wieś w Estonii, w prowincji Võru, w gminie Rõuge.